# Geschichte des Fernsehens in Deutschland
Das Fernsehen in Deutschland blickt auf eine Geschichte zurück, die sowohl von den visuellen und auditiven Datenübertragungen der Fernsehtechnik als auch von den gesellschaftlichen Dynamiken in puncto Vermittlung und Kommunikation geprägt war. 

Zuschauende verfolgen durch eine Trennscheibe hindurch eine Fernsehproduktion des Deutschen Fernsehfunks (DFF). Studio im Südpavillon beim Fernsehturm, DDR, Ost-Berlin. Fotografiert von Christof Sonderegger im September 1975.

Obwohl die historische Entwicklung der Fernsehtechnik bis in die zweite Hälfte des 19. Jahrhunderts zurückreicht und am 22. März 1935 im nationalsozialistischen Deutschland ein erstes Fernsehprogramm in einem bestimmten Turnus gesendet wurde, begann der Weg hin zu einem Massenmedium nach dem Zweiten Weltkrieg.

## Entwicklungen im nationalsozialistischen Deutschland (1933 – 1945)

### Vorkriegsjahre

#### Erste Fernsehsendungen
Die erste vollelektronische Fernsehübertragung mit Kathodenstrahlröhre in Deutschland gelang Manfred von Ardenne Weihnachten 1930. Im August 1931 führte er auf der 8. Großen Deutschen Funk-Ausstellung in Berlin sein vollelektronisches Fernsehverfahren vor und erschien damit auf dem Titelblatt der New York Times.

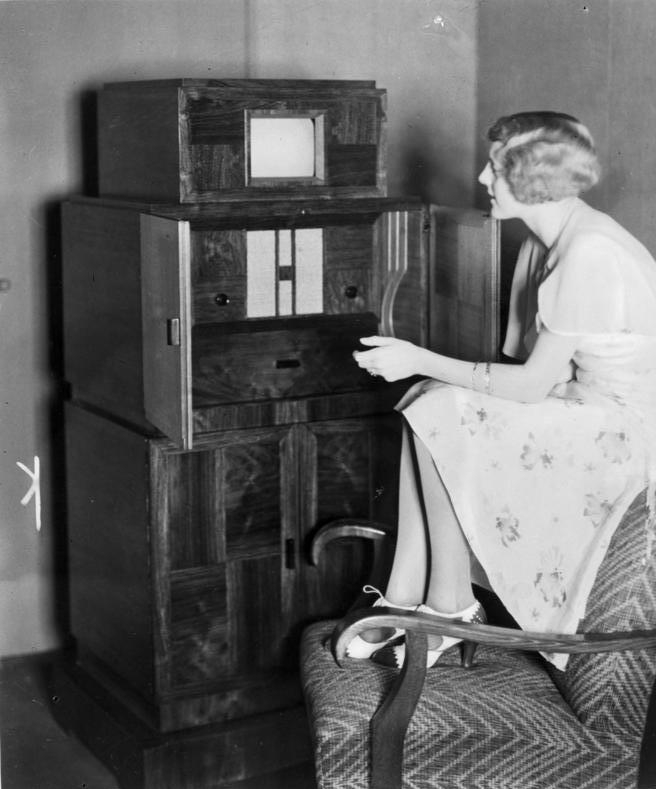
Kombinierter Fernseh- und Rundfunkempfänger der Firma Telefunken von 1933

Ab 1934 wurden Fernsehsendungen mit Bild und Ton übertragen; dem jungen Tonfilm eröffnete sich damit eine zusätzliche Verbreitungsmöglichkeit. Nachdem bekannt wurde, dass die BBC ein Fernsehprogramm plane, wollten die Nationalsozialisten den Briten zuvorzukommen. Die „deutsche Erfindung“ Fernsehen sollte ihrer Meinung nach auch von Deutschen regulär eingeführt werden. Am 22. März 1935 wurde schließlich mit dem Fernsehsender „Paul Nipkow“ (auch: Deutscher Fernseh-Rundfunk) der regelmäßige Programmbetrieb als Liveübertragung im NS-Staat aufgenommen. Für die Aussendungen nutzte der Sender Berlin-Witzleben die Frequenzen 40,300 MHz (Bild) und 42,493 MHz (Ton).  Das nationalsozialistische Deutschland strahlte somit als erster Staat ein regelmäßiges Fernsehprogramm aus. Allerdings gab es in Berlin und Umgebung „nur“  etwa 250 Fernsehempfänger. Die Industrie tat sich aus Kapazitätsgründen mit der Massenfertigung von Fernsehempfängern schwer. Daher eröffnete die Deutsche Reichspost (DRP) am 9. April 1935 die erste öffentliche Fernsehempfangsstelle für den Gemeinschaftsempfang; weitere Fernsehstuben und Großbildstellen folgten. Der Eintritt für jeweils etwa 30 Personen, die auf technisch noch unausgereiften Geräten ein 18 cm × 22 cm großes flackerndes Fernsehbild mit wenig Kontrast betrachten konnten, war kostenlos. Die Publikumsreaktionen waren jedoch recht verhalten.
Mitte der 1930er-Jahre begann die Forschungsanstalt der Deutschen Reichspost mit der Entwicklung eines Farbfernsehverfahrens; die Forschungen mussten jedoch nach dem Ausbruch des Zweiten Weltkriegs eingestellt werden. Ein technisch ähnliches Verfahren wurde in den 1950er-Jahren von den amerikanischen Fernsehgesellschaften RCA und CBS erfolglos eingesetzt.

#### Olympische Spiele von 1936
Die XI. Olympischen Sommerspiele 1936 in Berlin waren nicht nur ein sportliches, sondern auch ein technisches Großereignis. Bei Telefunken entwickelte Emil Mechau für die Spiele die erste fahrbare Fernsehkamera: Die vollelektronische Ikonoskop-Kamera, damals „Fernseh-Kanone“ genannt, beeindruckte mit einer Bildauflösung von 180 Zeilen nicht nur durch ihre Leistungsfähigkeit, sondern auch durch ihre Größe (Objektiv: 1,60 m Brennweite, Linsendurchmesser: 40 cm, Gewicht: 45 kg, Gesamtlänge: 2,20 m).
Ab 1936 strahlte England als zweites Land einen regelmäßigen Fernseh-Programmdienst aus; 1937 folgten Frankreich sowie 1939 die Vereinigten Staaten von Amerika. Japan startete 1954 als erstes Land Asiens einen regelmäßigen Fernsehversuchsdienst und Australien ab 1956.
Zu den Olympischen Spielen in Berlin wurde in 25 der 27 Berliner Fernsehstuben ein Fernseh-Sprechdienst eingerichtet, bei dem in mit mechanischen Bildabtastern ausgestatteten Telefonzellen Ferngespräche mit Bildschirmsicht des Gesprächspartners geführt werden konnten. Die Verbindungen waren zunächst auf die Kabelstrecke Berlin – Leipzig beschränkt, später kamen noch weitere Städte hinzu. Die Bildtelefonie konnte sich jedoch nie auf dem Massenmarkt durchsetzen.

#### Zeilensprung- und Zwischenfilmverfahren
Von den Zuschauern bemängelt wurde unter anderem das störende Flimmern des Bildes; die 25 Bildwechsel pro Sekunde genügten nicht, um dem Auge eine fließende Bewegung vorzutäuschen. Das Phänomen war bereits aus dem Filmbereich bekannt, wo in der Frühzeit mit bis zu 48 Bildern pro Sekunde gearbeitet worden war, um den Eindruck einer kontinuierlichen Bewegung zu erzeugen. Um teures Filmmaterial zu sparen, griff man hier auf einen optisch-mechanischen Trick zurück: Mit Hilfe der Flügelblende (Malteserkreuzgetriebe) wurde bei 24 echten Bildern pro Sekunde eine scheinbare Frequenz von 48 Bildern erzielt. Analog dazu wurde beim Fernsehen ab 1935 das Zeilensprungverfahren eingesetzt, das bei der Übertragung von 25 Bildern pro Sekunde 50 Halbbilder für das Auge des Zuschauers erzeugt. Der Eindruck des störenden Flimmerns wird dadurch verringert. Das Zeilensprungverfahren ermöglichte es, pro Halbbild nur jede zweite Zeile übertragen zu müssen – erst alle ungeraden und danach alle geradzahligen Zeilen.
Im selben Jahr wurde auch das Zwischenfilmverfahren etabliert, das die Möglichkeiten für Außenübertragungen verbesserte. Dabei wurde ein zu übertragendes Ereignis zunächst auf einem kontinuierlich durchlaufenden Film aufgenommen, direkt in einem Schnellverfahren entwickelt und fixiert, danach abgetastet und dann gesendet. Der „Zwischenfilmgeber“ verkürzte die Pause zwischen der Aufnahme des Films und seiner Übertragung durch den Fernsehsender auf wenige Minuten, so dass man sich einer Live-Übertragung annäherte. Für die Empfangsseite wurde ein auf demselben Prinzip basierender „Zwischenfilmempfänger“ entworfen, der die Aufzeichnung von Fernsehprogrammen auf Film und Großprojektionen von 3 × 4 Metern ermöglichte. Dieser „Urahn des Video“ konnte sich jedoch im Privatbereich nicht durchsetzen.

### Zweiter Weltkrieg

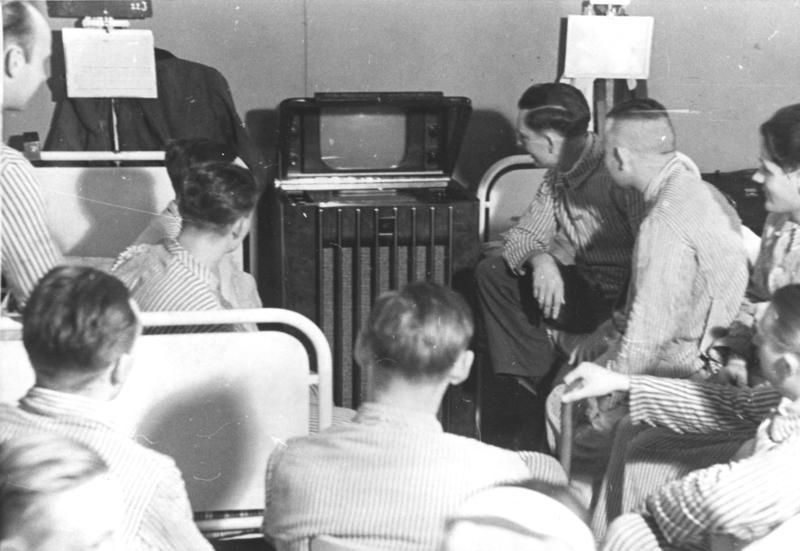
Fernseher in einem Lazarett, 1942

Von Telefunken entstand im Jahr 1937 zunächst der FE V mit 375 Zeilen, der auch auf der Weltausstellung 1937 eingesetzt wurde, und danach zur Funkausstellung im August 1937 in Berlin der FE VI, der bis Kriegsbeginn gebaut wurde. Am 28. Juli 1939 wurde zur 16. Großen Deutschen Funk- und Fernseh-Ausstellung der Deutsche Einheits-Fernseh-Empfänger E1 mit 441 Zeilen vorgestellt, der sich durch vielfache technische Innovationen auszeichnete. Erstmals kam hier die später durchweg gebräuchliche Rechteckbildröhre zum Einsatz, die in Verbindung mit einem höheren Ablenkwinkel eine wesentlich kompaktere Bauweise des Empfängers ermöglichte. Der Bildschirm erlaubte einen „heimfreundlichen“ Betrachtungsabstand von 1,7 bis 2,0 m. Als Kaufpreis waren 650 Reichsmark angedacht. Reichspostminister Wilhelm Ohnesorge kündigte die bevorstehende Freigabe des privaten und kostenlosen Fernsehens an. Aufgrund der politischen und wirtschaftlichen Situation (nur einen Monat später begann Deutschland den Zweiten Weltkrieg) kam es zu keiner Serienherstellung, da die Produktion aller zivilen Geräte eingeschränkt wurde. Nur etwa 50 Prototypen des E1 waren fertiggestellt und wurden auf Lazarette und verschiedene Dienststellen verteilt.
Nach dem Kriegsbeginn wurde die Fernsehentwicklung in Deutschland nahezu ausschließlich für militärische Zwecke fortgesetzt; unter anderem wurde das Fernsehen auch auf seine Eignung für die Luftaufklärung geprüft. Dabei wurden 1940 eine Bildqualität von 1.029 Zeilen mit einem Zeilensprung bei 25 Bildwechseln pro Sekunde erreicht.
Im Jahre 1941 wurde an der Friedrich-Wilhelms-Universität zu Berlin von Kurt Wagenführ das „Institut für Rundfunkkunde und Fernsehrundfunk“ eingerichtet.
Im Verlauf des Krieges wurde das Fernsehen als Medium nur im Rahmen der Truppenbetreuung eingesetzt.
Im Winter 1944 wurde das Fernsehprogramm eingestellt. Ein Fernsehen in Deutschland sollte es erst wieder ab 1952 geben. Im besetzten Frankreich wurde für die Betreuung der deutschen Truppen und um die Franzosen mit pro-deutscher Propaganda zu versorgen, 1942 ein deutsches Okkupationsfernsehen eingerichtet (siehe Fernsehsender Paris).

## Entwicklungen während der Besatzungszeit (1945 – 1949)

### Aufbau von Sendeanstalten
Nach dem Kriegsende wurde während der Besatzungszeit jede unbeaufsichtigte Sendetätigkeit von Deutschen verboten; die betriebsbereiten Sendeanlagen standen unter Besatzungsrecht. Folgende Sendeanstalten wurden in dieser Zeit gegründet:
| Amerikanische Besatzungszone | Radio Bremen (RB) mit Sitz in Bremen 1945 Drahtfunk (Rundfunk) im amerikanischen Sektor (DIAS/RIAS) mit Sitz in West-Berlin 1946 Hessischer Rundfunk (HR) mit Sitz in Frankfurt am Main 1948 Süddeutscher Rundfunk (SDR) mit Sitz in Stuttgart 1949 Bayerischer Rundfunk (BR) mit Sitz in München 1949 |
| Britische Besatzungszone     | Nordwestdeutscher Rundfunk (NWDR) mit Sitz in Hamburg 1945 |
| Französische Besatzungszone  | Südwestfunk (SWF) mit Sitz in Baden-Baden 1949 |
| Sowjetische Besatzungszone   | Berliner Rundfunk mit Sitz in Ost-Berlin 1945 |

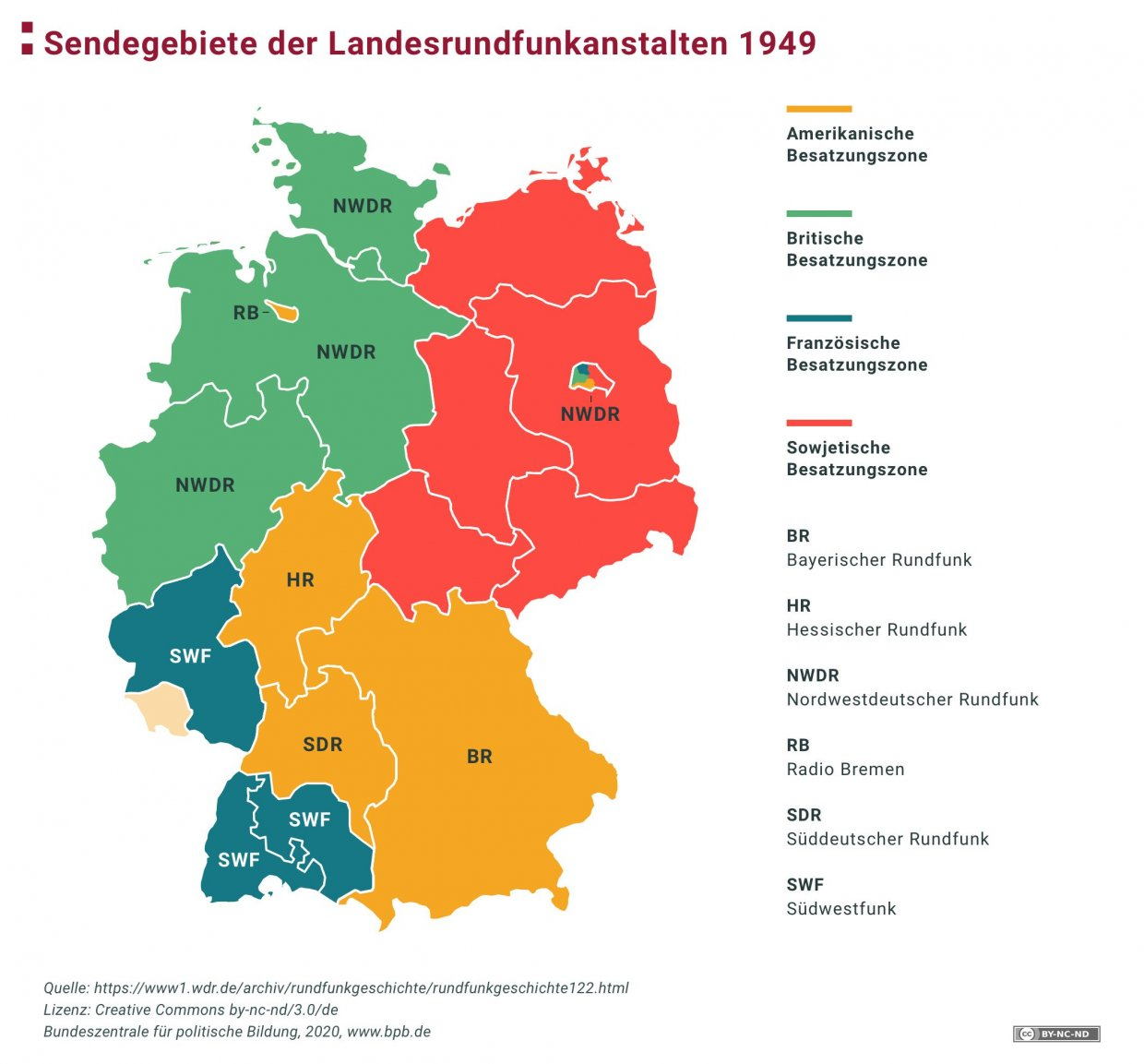
Karte der Rundfunkanstalten in Deutschland 1949

Die Programme wurden von Besatzungsoffizieren kontrolliert und teilweise auch verwirklicht; die Inhalte zielten auf die „Re-Edukation“ der Deutschen ab, boten aber auch praktische Ratschläge für den Alltag (zum Beispiel „Was wir wissen müssen“ vom „Berliner Rundfunk“), Unterhaltung oder politisches Kabarett. Auch Jazz-Musik war wieder erlaubt, hier etablierten sich neben den deutschsprachigen Sendern vor allem die Soldatensender AFN und BFBS.
In Berlin verlangten die westlichen Siegermächte schließlich Zugang zu dem von den Sowjets besetzten Haus des Rundfunks in der Masurenallee, was ihnen verwehrt wurde. Die Briten richteten daraufhin, zunächst als Nebenstelle des Senders Hamburg, im Gebäude Heidelberger Platz 3 in Wilmersdorf das NWDR-Studio Berlin ein, Vorläufer des 1953 gegründeten Senders Freies Berlin (Sendestart: 1. Juni 1954). In ihrem Sektor setzten die Amerikaner ab dem 7. Februar 1946 die noch im Hochbunker Heckeshorn befindlichen Anlagen ein, die im Krieg zur Durchgabe der Luftlagemeldungen über das Telefonnetz dienten. In einem im Fernamt Berlin in der Winterfeldtstraße (Schöneberg) eingerichteten Studio wurde von 17 bis 24 Uhr das Programm des Drahtfunks im Amerikanischen Sektor (DIAS) produziert, das über den Sender in Heckeshorn verbreitet wurde. Der DIAS ist ein frühes Beispiel für Rund-„Funk“, der nicht drahtlos übertragen wird. Bei Stromausfällen versorgte ein Lautsprecherwagen die Zuhörer mit aktuellen Sendungen. Nach einem halben Jahr wurde der DIAS in Rundfunk im Amerikanischen Sektor (RIAS) umbenannt. Als erster Nachkriegssender brachte der RIAS ab dem 1. Januar 1948 wieder Werbung in seinem Programm.
Zwischen 1948 und 1949 wurden die bisherigen Militärsender in Landessender des öffentlichen Rechts unter deutscher Verwaltung umgewandelt; es entstanden die föderalistischen Strukturen, die auch im heutigen Mediensystem der Bundesrepublik Deutschland noch Bestand haben.

### Kopenhagener Wellenplan
Im Sommer 1948 wurde mit dem „Kopenhagener Wellenplan“ eine Neuverteilung der Rundfunkfrequenzen beschlossen, durch die Deutschland bewusst benachteiligt, auf Dauer aber unwillentlich eher bevorteilt wurde; die Sender in den alliierten Besatzungszonen bekamen nur wenige und zudem ungünstige Frequenzen auf der Mittel- und Langwelle zugeteilt. So zwangen die Kopenhagener Beschlüsse zur Erschließung eines neuen Wellenbereichs: Kurz nach dem Inkrafttreten der Vereinbarungen nahm am 28. Februar 1949 in München-Freimann der erste Sender des neuen UKW-Rundfunks den Betrieb auf. Die „Chance zu einem völligen Neuanfang“ wurde genutzt und in der Bundesrepublik der 1960er-Jahre entwickelte sich der UKW-Bereich zum „Schrittmacher für HiFi im Rundfunk“. Neben einer deutlich verbesserten Übertragungsqualität ermöglichten die neuen UKW-Sender auch eine Versorgung der Bevölkerung mit länderbezogenen Rundfunkprogrammen.

## Deutsch/Deutsche Entwicklungen (1949 – 1990)

### Bundesrepublik Deutschland

#### Die ARD und der Beginn eines Fernseh-Sendebetriebs

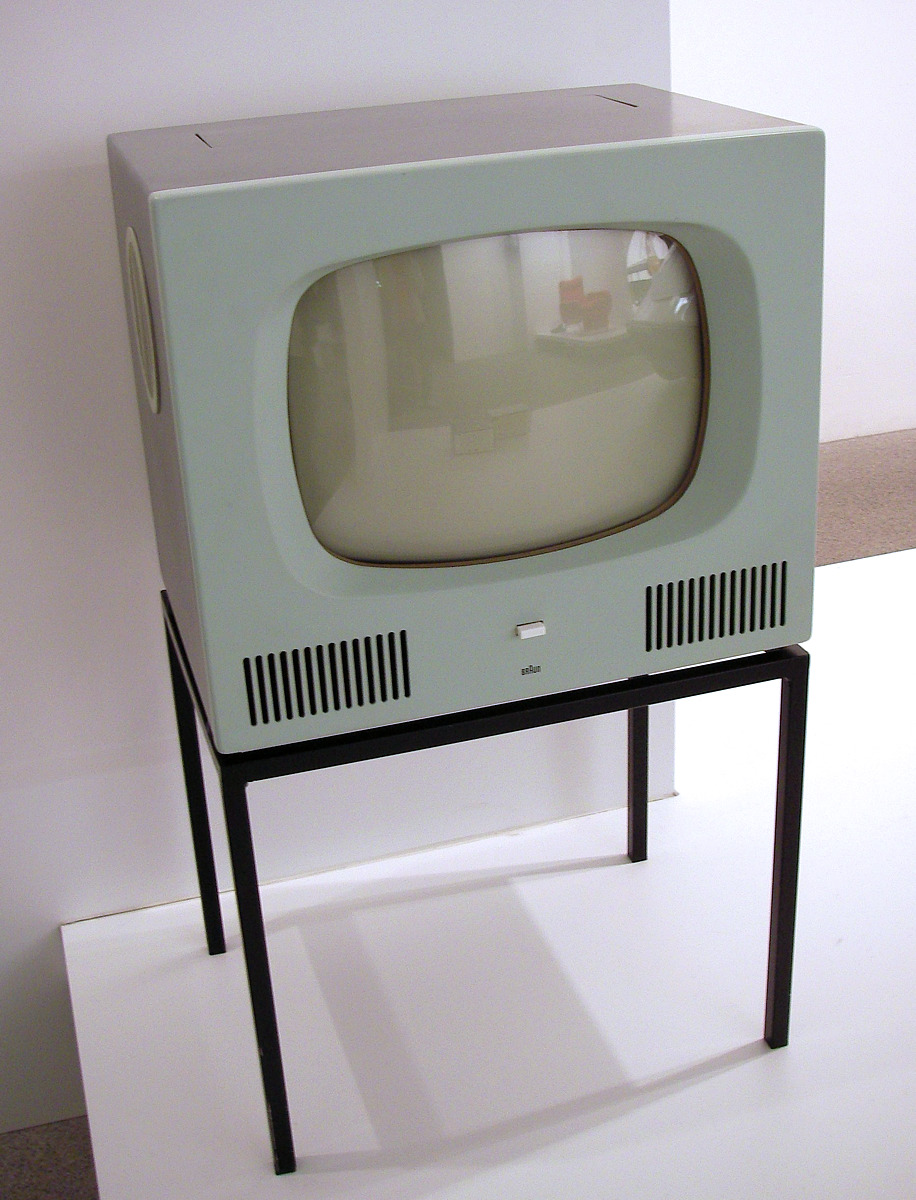
Fernsehgerät Braun HF 1 (1958)

Im Juni 1950 schlossen sich die Landesrundfunkgesellschaften zur Arbeitsgemeinschaft der öffentlich-rechtlichen Rundfunkanstalten der Bundesrepublik Deutschland (ARD) zusammen. In den folgenden Jahren wurde der öffentlich-rechtliche Rundfunk in Deutschland erweitert:
- Im Auftrag der ARD wurde im Mai 1953 ein Kurzwellenauslandsdienst gegründet: die Deutsche Welle (DW).
- Am 1. Juni 1954 nahm der siebte ARD-Sender den Sendebetrieb auf: Sender Freies Berlin (SFB);
- 1956 wurde der NWDR in zwei selbständige Anstalten aufgeteilt: NDR mit Sitz Hamburg und WDR mit Sitz in Köln.
- 1957 wurde der Saarländische Rundfunk (SR) gegründet.

Am 25. Dezember 1952 wurde der offizielle Sendebetrieb mit dem NWDR-Fernsehen wieder aufgenommen. Versuchsprogramme gab es ab Mitte 1950, das erste regelmäßige Nachkriegs-Fernsehprogramm überhaupt wurde im Herbst 1951 vom Werkssender der Firma Grundig in Fürth gesendet. Die Popularität des Fernsehens stieg mit Ereignissen wie der Krönung von Elisabeth II. am 2. Juni 1953 und der Fußball-Weltmeisterschaft 1954 in der Schweiz stark an. Die Sender der ARD hatten eigene und gemeinsame Sendungsanteile in einem kurzen Abendprogramm. Mit der ARD-Sendereihe Wie ich angefangen habe wurden in den Jahren 1957 bis 1958 bekannte Persönlichkeiten zu ihrem Werdegang interviewt; dazu gehörten Alfred Braun, Ernst Deutsch, Paul Löbe, Tilla Durieux, Max von Laue und Hugo Hartung.

#### Entstehung des ZDF
Bereits Anfang der 1950er-Jahre hatte es Bestrebungen gegeben, den Rundfunk in der Bundesrepublik neu zu ordnen. Die damalige, von Konrad Adenauer geführte Bundesregierung beanspruchte Kompetenzen auf dem Gebiet des Rundfunks, die sich allerdings nicht mit dem Grundgesetz vereinbaren ließen. Der Streit zwischen Bund und Ländern endete 1953 vorläufig mit der Erkenntnis des Bundes, dass die Länder an ihrer Rundfunkkompetenz festzuhalten entschlossen waren. So vermochte sich das von den Landesrundfunkanstalten betriebene ARD-Gemeinschaftsprogramm „Deutsches Fernsehen“ zunächst einmal zu konsolidieren. Der alte Streit flammte aber wieder mit der Planung eines zweiten Fernseh-Vollprogramms für die Bundesrepublik auf, zumal in diesem Planungsstadium die Interessen von Bund, Ländern und Privaten aufeinander prallten:
- Eine Einigung kam nicht zustande, bis Adenauer und sein Justizminister Fritz Schäffer am 25. Juli 1960 die Deutschland Fernsehen GmbH mit der Absicht gründeten, am 1. Januar 1961 mit den Sendungen zu beginnen.

- Am 17. Dezember 1960 erließ das Bundesverfassungsgericht auf Antrag einiger Bundesländer eine einstweilige Anordnung, wonach bis zum endgültigen Urteil in der Bundesrepublik nur das Fernsehprogramm der ARD ausgestrahlt werden dürfe. Im späteren Urteil (dem 1. Rundfunk-Urteil vom 28. Februar 1961) sah das Gericht in der Gründung der Deutschland Fernsehen GmbH einen Verstoß gegen das Grundgesetz.
- So kam es, dass die ARD unter dem Namen ARD 2 selbst ein zweites Fernsehprogramm starten wollte. Diesem Programm war allerdings kein langes Leben beschieden – es sendete lediglich in der Zeit vom 1. Juni 1961 bis zum 31. März 1963. Kaum waren nämlich die ersten Sendungen in ARD 2 ausgestrahlt worden, einigten sich die Bundesländer bereits auf einen Staatsvertrag, der die Gründung der Anstalt Zweites Deutsches Fernsehen (ZDF) vorsah, einer im Gegensatz zur ARD zentral organisierten Anstalt. Das ZDF nahm schließlich am 1. April 1963 den Sendebetrieb auf.

Im Jahr 1963 begann der Sendebetrieb des ZDF als bundesweit einheitliches Programm. Der Besitz eines Fernsehers war Teil des deutschen Wirtschaftswunders. Ab 1964 boten die ARD-Sender zusätzlich regional dritte Programme an.

#### Privatfernsehen
Mit dem 3. Rundfunk-Urteil, dem sogenannten FRAG-Urteil, bereitete das Bundesverfassungsgericht (BVerfG) am 16. Juni 1981 den Weg für den privaten Rundfunk, indem es diesen für grundsätzlich zulässig erklärte. Das 4. Rundfunk-Urteil aus dem Jahr 1986 begründete dann das sogenannte duale Rundfunksystem: Nach Auffassung des BVerfG kann Privatrundfunk allein die öffentliche Kommunikationsaufgabe, die sich aus der Rundfunkfreiheit in Art. 5 GG ergibt, nicht erfüllen, denn dessen Werbefinanzierung begründet die Gefahr eines nur nach Popularitätsgesichtspunkten gestalteten Programmes. Demnach sind es die öffentlich-rechtlichen Anstalten, welche die öffentliche Aufgabe der Grundversorgung durch inhaltliche Standards, allgemeine Empfangbarkeit und Sicherung der Meinungsvielfalt wahrnehmen müssen. Privatrundfunk ist also neben den öffentlich-rechtlichen Anstalten zulässig, solange Letztere die Grundversorgung sichern.
Am 1. Januar 1984 ging mit PKS (Programmgesellschaft für Kabel- und Satellitenrundfunk, heute Sat.1) der erste bundesweite Privatsender auf Sendung, einen Tag später folgte RTL plus (heute RTL Television).
Konsumverhalten und Konsumerfahrung

In den 1960er-Jahren setzte aufgrund des Fernsehens das Kinosterben ein, beschleunigt wurde es gegen Ende der 1970er-Jahre durch heimische Speichermöglichkeiten mittels Videokassetten. Bereits 1971 stellten Philips und Grundig ihre Videorekorder nach dem VCR-System vor und 1978 begann der „Formatkrieg“ zwischen den von Sony entwickelten Betamax-Geräten und dem Video Home System (VHS) von JVC. Zusätzlich kam 1979 der VCR-Nachfolger Video 2000 auf den Markt.

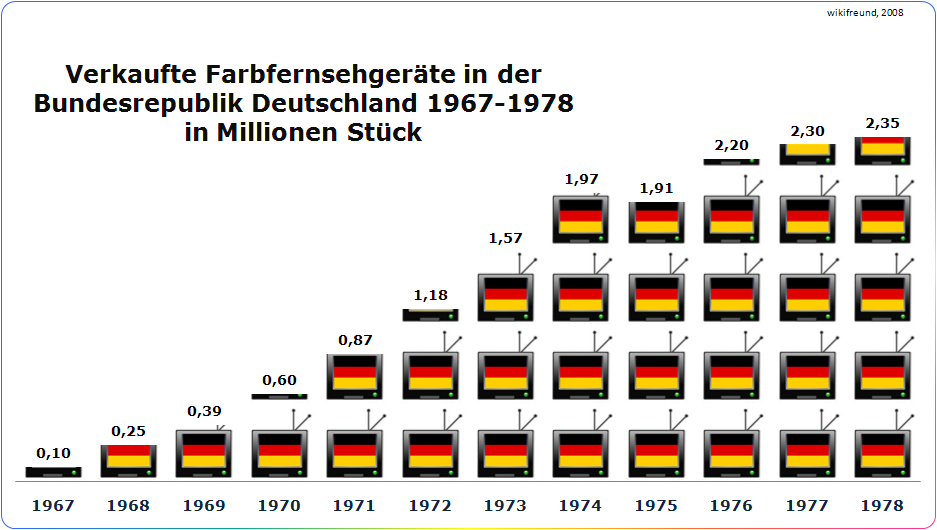
Verkaufte Farbfernsehgeräte in Westdeutschland 1967–1978 in Mio. Stück

In Berlin wurde auf der 25. Großen Deutschen Funk-Ausstellung im August 1967 das Farbfernsehen eingeführt. Im Herbst 1972 sendeten ARD und ZDF ein gemeinsames Vollprogramm in Farbe von den XX. Olympischen Sommerspielen in München (weltweiter Vertrieb). 1980 begann ein gemeinsames Videotextangebot von ARD und ZDF, hierbei wurde den Zuschauern eine Zusatzinformation zu aktuellen Sendungen und Nachschlagemöglichkeiten (Serviceteil) geboten (heute getrennt). 1983 begann das Zeitalter des Kabelfernsehens (Breitbandkabel aus Kupfer) mit etwa 30 Kanälen.

#### Fokus Saarland
Das Saarland war nach dem Zweiten Weltkrieg von 1947 bis Ende 1956 ein teilautonomer Staat unter starkem französischem Einfluss und Mitglied im Europarat. Erste Pläne zur Einrichtung eines Saarländischen Fernsehens entstanden bereits 1950. Nach der Stockholmer Wellenplankonferenz im Jahr 1952 wurde dem Saarland eigene Sendefrequenzen zugesprochen. So wurde am 17. Mai 1952 die Fernseh AG (später Europäische Rundfunk und Fernseh AG) gegründet. Am 23. Dezember 1953 ging als erstes saarländisches Programm TELESAAR in deutscher Sprache auf reguläre Sendung. Damit wurde der erste europäische Privatfernsehsender gegründet, da das Saarland die Mittel nie aus Rundfunkgebühren hätte bestreiten können.
Telesaar sendete in der französischen 819-Zeilen-Fernsehnorm, die man damals als vermeintliche Voraussetzung für eine künftige Farbübertragung im Fernsehen propagierte. Somit konnten west- und ostdeutsche TV-Geräte nur mit einem technischen Zusatz Telesaar empfangen. Als erster deutschsprachiger Sender überhaupt sendete Telesaar jeden Tag eine „Tagesschau“ mit meist aus Frankreich stammendem Filmmaterial. Unterhaltungssendungen mit Variété- und Tanzdarbietungen waren sehr beliebt. Eine davon hieß Telecocktail mit Heinz Schenk, der später im (west)deutschen Fernsehen sehr bekannt wurde. Der Sender besaß kein Aufzeichnungsgerät, das Programm wurde live gesendet, daher ist kaum Sendematerial erhalten geblieben. Nach der Eingliederung des Saarlandes in die Bundesrepublik wurde der Sender auf Betreiben der westdeutschen Politik 1958 eingestellt.
Als zweites Programm sollte ein europäischer TV-Kanal unter dem Namen Europa Nr. 1 Television für eine (west-)europäische Öffentlichkeit über Landesgrenzen hinweg senden. Auf dem Sauberg bei Saarlouis wurden das Sendezentrum mit Halle und Fernsehturm in wegweisender Architektur errichtet. Die Fernseh AG konnte zahlreiche bekannte Journalisten aus Frankreich und Luxemburg verpflichten. Aufgrund der politischen Umbrüche im Saarland ging das Programm aber nie auf Sendung. In die Halle zog die Technik des 1955 gegründeten französischsprachigen Langwellensenders Radio Europe 1 ein.

### Deutsche Demokratische Republik

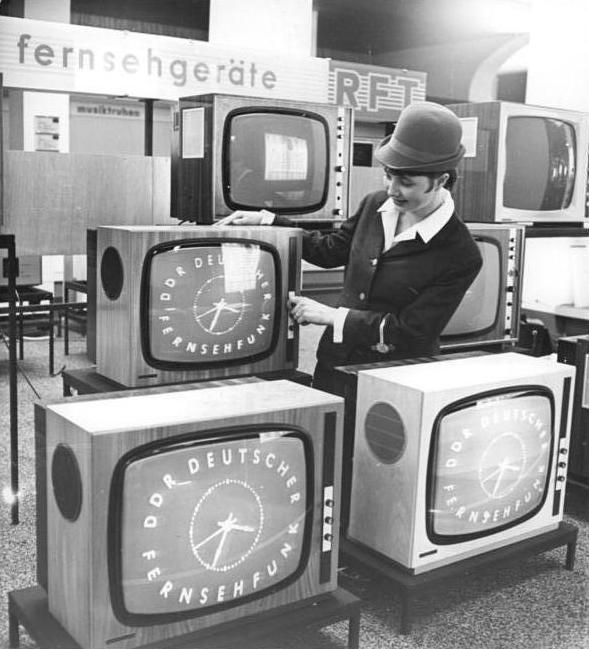
Fernsehgeräte auf der Leipziger Frühjahrsmesse, 1968

Das Fernsehen in der Deutschen Demokratischen Republik (DDR) begann am 21. Dezember 1952 mit der ersten regulären Fernsehausstrahlung aus dem Fernsehzentrum Berlin (FZ) in Berlin-Adlershof. Der Deutsche Fernsehfunk (DFF) sendete erstmals am 3. Januar 1956. Der Sender hatte damals den Anspruch, ein Programm für ganz Deutschland zu senden, was jedoch allein schon von der technischen Reichweite her unmöglich war. Der Sendername änderte sich 1972 und blieb dann bis 1990: Das staatliche Fernsehen der DDR hieß nun Fernsehen der DDR. Ein gesamtdeutscher Anspruch bestand nicht mehr. Ab dem 3. Oktober 1969 gab es Sendungen in Farbe sowie ein zweites Fernsehprogramm (DFF 2).
Anders als in den anderen sozialistischen Ländern wurde in der DDR dieselbe Fernsehnorm verwendet wie in der Bundesrepublik; die Farbcodierung fand jedoch in SECAM statt, bewusst abweichend vom bundesdeutschen PAL-System. Das Fernsehen wurde stark für politische Propaganda für die Politik der DDR genutzt, z. B. mit dem politischen Magazin Der schwarze Kanal. Einige Sendungen haben die DDR überlebt, beispielsweise Unser Sandmännchen oder Polizeiruf 110.
Das Fernsehen in der DDR hatte zwar auch eigene Versuche mit Videotext durchgeführt, die aber von der Öffentlichkeit nicht empfangen werden konnten. Ein Testprogramm gab es erst nach der Wende 1989, als die Deutsche Post mit dem Rundfunktechnischen Zentralamt (RFZ) einen „technischen Versuch“ über die Sender des DFF durchführte. Dieser beinhaltete unter anderem ein Startbild mit dem Fernsehturm am Berliner Alexanderplatz und einigen Informationsseiten sowie Seiten zur „technischen Auswertung“. Erst im Mai 1990 führte der DFF den Regelbetrieb ein, der mit der Einstellung des DFF am 31. Dezember 1991 endete.
Mit der Wiedervereinigung wurde der Begriff Westfernsehen für die DDR-Bürger Vergangenheit.

### Fernsehen und Gesellschaft
Rund um das Fernsehen in Deutschland geschahen in verschiedenen gesellschaftlichen Räumen Interaktionen. Sei es zwischen Menschen und/oder Techniken. Allem voran machte sich dies im Fernsehstudio, im Haushalt und im öffentlichen Diskurs kenntlich. 

#### Fernsehstudio
Das Fernsehstudio in Deutschland kann als nachkriegsgesellschaftlicher Raum gelesen werden, in welchem Interaktionen sichtbar, verhandelt und auch neu gestaltet wurden. Dabei charakterisierte sich das Studio insbesondere durch zwei Umstände:
Um Programminhalte zu produzieren, hatten erstens verschiedenste Personen und Berufsgruppen vor und hinter der Kamera zusammenzuarbeiten. Während etwa die Techniker die Verantwortung für die Produktion beanspruchten, verfolgten die Programmverantwortlichen eigene Gestaltungsvorstellungen. Das führte zu Spannungen zwischen diesen beiden organisatorischen Grundpfeilern des Fernsehens. Ein Beispiel dafür ist die Einführung der magnetischen Aufzeichnungsanlage (MAZ) in den 1950er-Jahren. Als Arbeitsinstrument bot die MAZ zwar diverse Vorteile – mehrfache Bespielung (auch Proben) und einfaches Löschen –, aber eben auch Nachteile: Sie waren schwieriger zu schneiden als der Film. Denn durch das Fehlen von sichtbaren Bildern war stets ein Monitor erforderlich. Im Studio führte dies zu Diskussionen darüber, inwiefern sich technische Mitarbeiter in künstlerische Aspekte des Programmes einmischen dürfen und vice versa. Ernst Becker, der Direktor des Südwestfunks (SWF), war 1957 beispielsweise der Ansicht, dass die MAZ sich nicht auf das Künstlerische des Fernsehens auswirken darf.
Zweitens war das Studio ein von der Außenwelt abgegrenzter Raum: kein natürliches Licht, künstliche Belüftung und Einlasskontrollen. Und trotzdem war des Mediums wegen stets eine Verbindung zur Öffentlichkeit. Denn im Studio lief die Daten der Welt zusammen und auch wieder in die Welt hinaus. Es war gewissermaßen ein programmatischer und technischer Vermittlungsdienst. Inwiefern sollte die Bevölkerung diesen Vermittlungsprozess des Fernsehstudios einbezogen werden? Und würde sich dies nur auf die artikulationsfähigsten Personen beschränken, die mit den laufenden Kameras umzugehen wussten? Dies waren Fragen, die mit dem Bedürfnis des Studios verschmolzen, das Zusammenleben der demokratischen Gesellschaft zu repräsentieren und über gesellschaftliche Gräben hinweg zu vermitteln. Somit wurden im Studio technische Verfahren eingesetzt, die es erlaubten, die Gesellschaft mit einem erhöhten Miteinbezug der Öffentlichkeit zu verhandeln. Das Durchstellen von Zuschauenden über Telefonanrufe ist ein Beispiel dafür. Denn in diesen Momenten änderte sich das Verhältnis von Produzenten und Rezipienten grundlegend, da die zugeschaltete Person aus einer passiven Rolle hinauswuchs und selbst produzierte. Als eine sowohl transparente als auch kontroverse Sendung galt ab 1953 der „Internationale Frühschoppen“ des WDR, moderiert von Werner Höfer. Die Sendung brachte Journalisten aus aller Welt in das Fernsehstudio und es wurde hitzig über aktuelle politische Themen diskutierten. Höfer war es auch, der die Metapher des Studios als „Glashaus“ bekannt machte. Ein Bild, das verdeutlichen sollte, wie sehr die Fernsehproduktion von der Öffnung nach außen lebte, aber dadurch gleichzeitig auch besonders einfach angreifbar werden ließ. Der Moderator wollte jedoch gerade, dass sich das Fernsehen als verletzlich zeigt, denn nur dadurch könne es gerechtfertigt werden, wenn wenige Menschen für viele Fernsehen machen.

#### Haushalt
Im Laufe der 1960er-Jahre veränderte sich das Verständnis vom Fernsehzuschauer in der Bundesrepublik entschieden: Während anfangs von passiven Rezipienten ausgegangen wurde, erkannten die Fernsehanstalten zunehmend, dass die Zuschauer aktiv und selektiv mit den Programminhalten umgingen und das Fernsehen bewusst in den Alltag integrierten. Karl Holzamer, der spätere ZDF-Intendant, betonte in diesem Zusammenhang, dass Fernsehen im Gegensatz zu individuell nutzbaren Medien zwangsläufig eine gemeinschaftliche Rezeption im Haushalt voraussetzte. Denn das Fernsehen sei ortsgebunden und meist in das Wohnzimmer eines Haushaltes integriert. Der gesellschaftliche Interaktionsraum Haushalt sei durch das Fernsehen jedoch von einer Fragmentierung bedroht, so die Befürchtung in den 1970er-Jahren. Der Grund dafür: Insbesondere das ZDF verfolgte eine Programmstrategie, die die Vielfältigkeit der Gesellschaft widerspiegeln sollte. Zielgruppenorientierte, differenzierte Sendungen sollten die verschiedenen Bedürfnisse und Vorstellungen in sich vereinen. Entgegen den anfänglichen Befürchtungen führte ein solches Programm jedoch vielmehr zu einer verstärkten Kommunikation innerhalb der Familie, indem es Konflikte sichtbar machte und Diskussionen über Unterschiede anregte. Das Fernsehen wurde zu einem Element des häuslichen Kommunikationsnetzwerkes.
Die Fernsehanstalten begannen, das Verhalten der Zuschauenden im häuslichen Umfeld zu erforschen, um den Zusammenhang der kommunizierenden Familie und des gesendeten Programmes in den Blick zu nehmen. Mithilfe des „Teleskomats“ (ein Teleskopie-Panel) sollte bei der Einschaltquotenmessung von 1975 die individuelle Fernsehrezeption erfasst werden. Wer gerade fernsah, musste an dem „Teleskomat“, der über das Telefonnetz angeschlossen war, eine bestimmte Taste drücken. In der Nacht übermittelte das Gerät dann die Daten an einen zentralen Computer. 1'200 Haushalte hatte man dafür zufällig ausgewählt. Das Ergebnis überraschte: Fernsehen war nicht so populär wie gedacht. Nicht 3.1 Personen waren im Schnitt vor dem Fernsehen, wie vorherige Messungen ausrechneten, sondern „nur“ 2 bis 2.3. An den Resultaten kam es jedoch durchaus auch Kritik auf, da die Genauigkeit der Messung davon abhängig war, wie gewissenhaft die jeweiligen Personen des Haushaltes die Knöpfe des „Teleskomats“ drückten.

#### Öffentlicher Diskurs
Die Bundesrepublik Deutschland (BRD) und die Deutsche Demokratische Republik (DDR) teilten bis in die 1960er-Jahre zunächst ein gemeinsames Verständnis über den Unterhaltungswert des Fernsehens: Es war ein Gegenpart zu der Bildung und Erziehung. Im Zuge eines wachsenden innerdeutschen Konkurrenzverständnisses nahm das Unterhaltungsfernsehen in der DDR eine wichtige sozialintegrative Funktion ein. In der BRD ging der Unterhaltungswert des Fernsehens mit einer Individualisierung der Gesellschaft und von Spaß einher. Den frühen Jahren der deutschen Fernsehsender, in welchen Euphorie und Irritation Hand in Hand gingen, wird eine verstärkte „Freiheit“ nachgesagt und das Publikum wurde über Direktheit, Tempo und Spannung angesprochen. Dies erlaubte es, an gesellschaftlichen Tabus zu kratzen, wie etwa dem Aussprechen der nationalsozialistischen Verbrechen und ihren fortwährenden gesellschaftlichen Folgen. So griff beispielsweise das Fernsehspiel „Der Frieden unserer Stadt“ (1959, SDR) die Schoa auf und der Dokumentarfilm „Die Vergessenen“ (1959, SDR) zeigte Einblicke in die Verarmung deutsch-jüdischer Emigranten in Frankreich. Auch die Fernsehberichterstattung zu dem Gerichtsprozess gegen den NS-Verbrecher Adolf Eichmann in Jerusalem 1961 (Eichmann-Prozess) verlegte die Gräueltaten und die Frage nach der Vergangenheitsbewältigung in die Wohnzimmer der Bevölkerung. In diesem Kontext waren jüdische Perspektiven zwar gefragt, doch es muss festgestellt werden, dass diese keine tonangebende Rolle einnehmen konnten – die Fernseh-„Freiheit“ war also relativ.

## Entwicklungen nach der Wiedervereinigung (ab 1990)

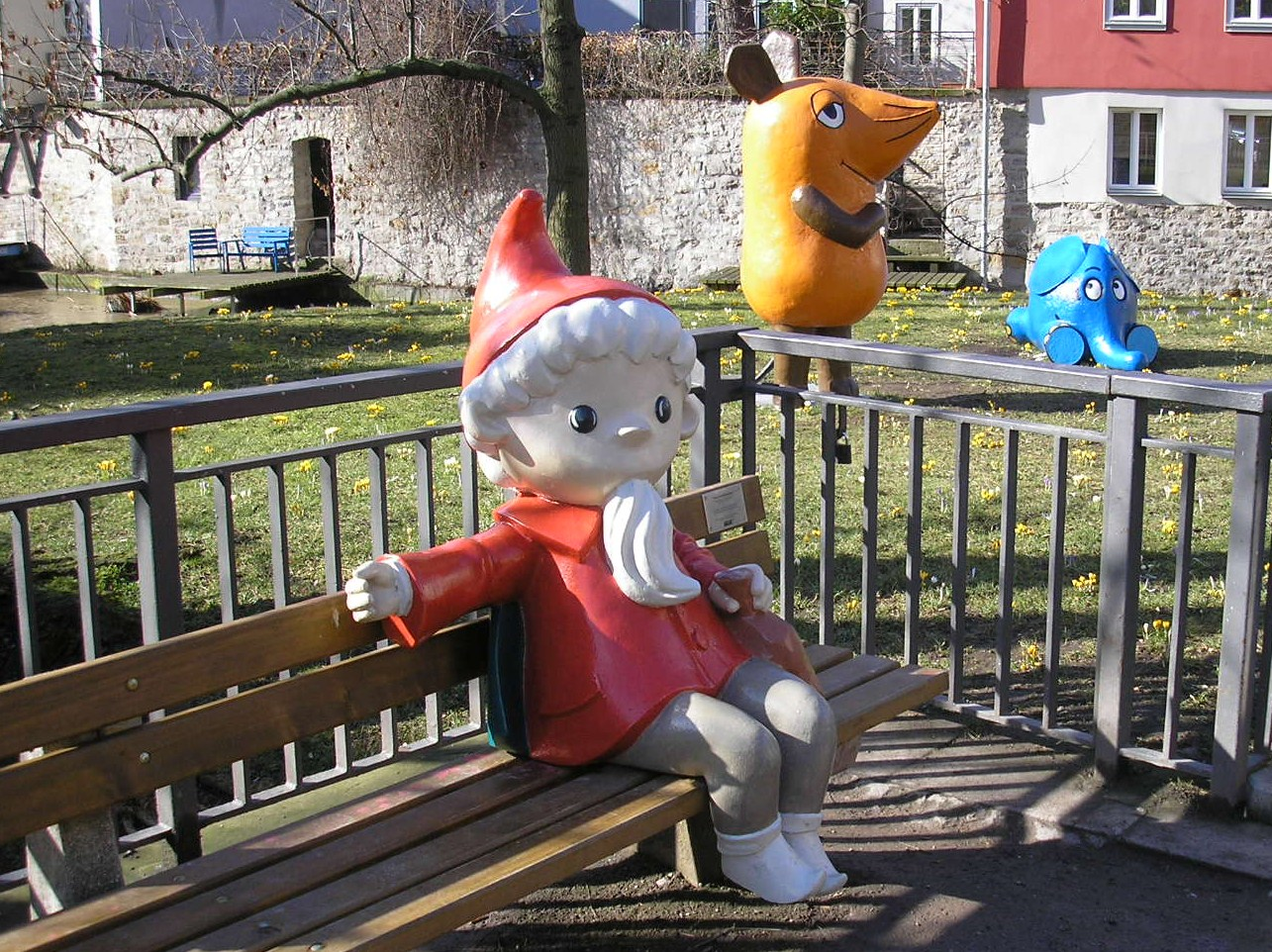
Seit einigen Jahren stehen das Sandmännchen (Ost) sowie Maus und Elefant von der Sendung mit der Maus (West) vereint auf der Rathausbrücke in Erfurt

1991 ging der erste deutsche Bezahlfernsehsender Premiere auf Sendung; von 1984 bis 1991 wurde Bezahlfernsehen in Deutschland nur vom Schweizer Teleclub ausgestrahlt. Gleichzeitig wurde das ehemalige Fernsehen der DDR, der Deutsche Fernsehfunk (DFF), eingestellt.
Seit 1988 sendet der erste private Fernsehsatellit (Astra) für den Heimempfang. Seit Mitte 1985 war zwar auch schon Satellitenfernsehen für Privatleute über Eutelsat zu empfangen, jedoch nur mit einem vergleichsweise hohen technischen und finanziellem Aufwand, zudem war eine kostenpflichtige Erlaubnis der Bundespost erforderlich. Ab 1996 wurde das digitale Bezahlfernsehen (DF1, später Premiere, jetzt Sky Deutschland) angeboten. Etwa in derselben Zeit kamen zahlreiche Regionalanbieter hinzu.
Die Digitalisierung des Fernsehens war ein beherrschendes technisches Thema der 2000er-Jahre. 2003 war die Region Berlin die erste, in der das analoge Antennenfernsehen abgeschaltet und durch das terrestrische digitale DVB-T ersetzt wurde. Bis 2009 folgte die flächendeckende Umstellung auf DVB-T, mehr als 90 % der Bevölkerung können heute DVB-T über Antenne empfangen.
Die analoge Ausstrahlung über Satellit der deutschen öffentlich-rechtlichen und privaten Fernsehprogramme wurde am 30. April 2012 beendet. Beim Kabelfernsehen werden in Deutschland von den großen Kabelnetzprovidern teilweise noch gleichzeitig das analoge Fernsehsignal nach PAL und digitale Fernsehsignale nach dem DVB-C-Standard verbreitet. Der Kabelnetzprovider Unitymedia hat in Nordrhein-Westfalen, Hessen und Baden-Württemberg die analoge Ausstrahlung von Fernsehkanälen im Sommer 2017 beendet. Weitere Provider werden in naher Zukunft folgen.
Im Jahr 2019 haben laut einer von ARD und ZDF in Auftrag gegebenen Studie die 14- bis 29-Jährigen in Deutschland erstmals mehr Zeit mit Streaming-Diensten überwiegend US-amerikanischer Anbieter verbracht, als mit den Senderprogrammen klassischer Rundfunkanbieter.